# أحمد إسماعيل أبو حورية
أحمد إسماعيل محمد أبوحوريه برلماني يمني، عضو في مجلس النواب، عضو لجنة الزراعة والري والثروة السمكية عن الدورة البرلمانية 2003-2009 والكتلة البرلمانية لنواب حزب المؤتمر الشعبي العام عن الدائرة الانتخابية رقم (233) بمحافظة صنعاء. ولد عام 1940 في مديرية سنحان وبني بهلول. حاصل على شهادة معادلة جامعية.

## فترة المجلس
باتفاق عرف بأسم «إتفاق فبراير» مُددت فترة المجلس لمدة عامين، وبقيام ثورة الشباب اليمنية لم تُجرَ الانتخابات، وبحسب إتفاق المبادرة الخليجية مُددت لمدة عامين آخرين حتى 2013. ولكن نظراً للأزمة السياسية المستمرة منذ ذلك العام واندلاع الحرب القائمة منذ 2015 لم يتسنى انتخاب مجلس نواب جديد، ولا تزال الشرعية متجسدة في المجلس المنتخب عام 2003 حتى اليوم.